# Евлашев, Алексей Петрович
Алексей Петрович Евлашев (1706, Москва — 1760, Москва) — русский архитектор, мастер елизаветинского барокко. Работал преимущественно в Москве и Подмосковье.

## Биография

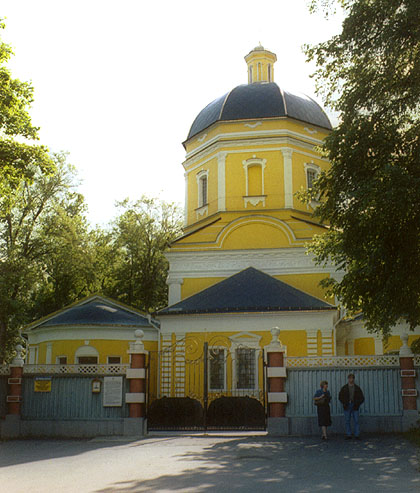
Церковь Ильи Пророка

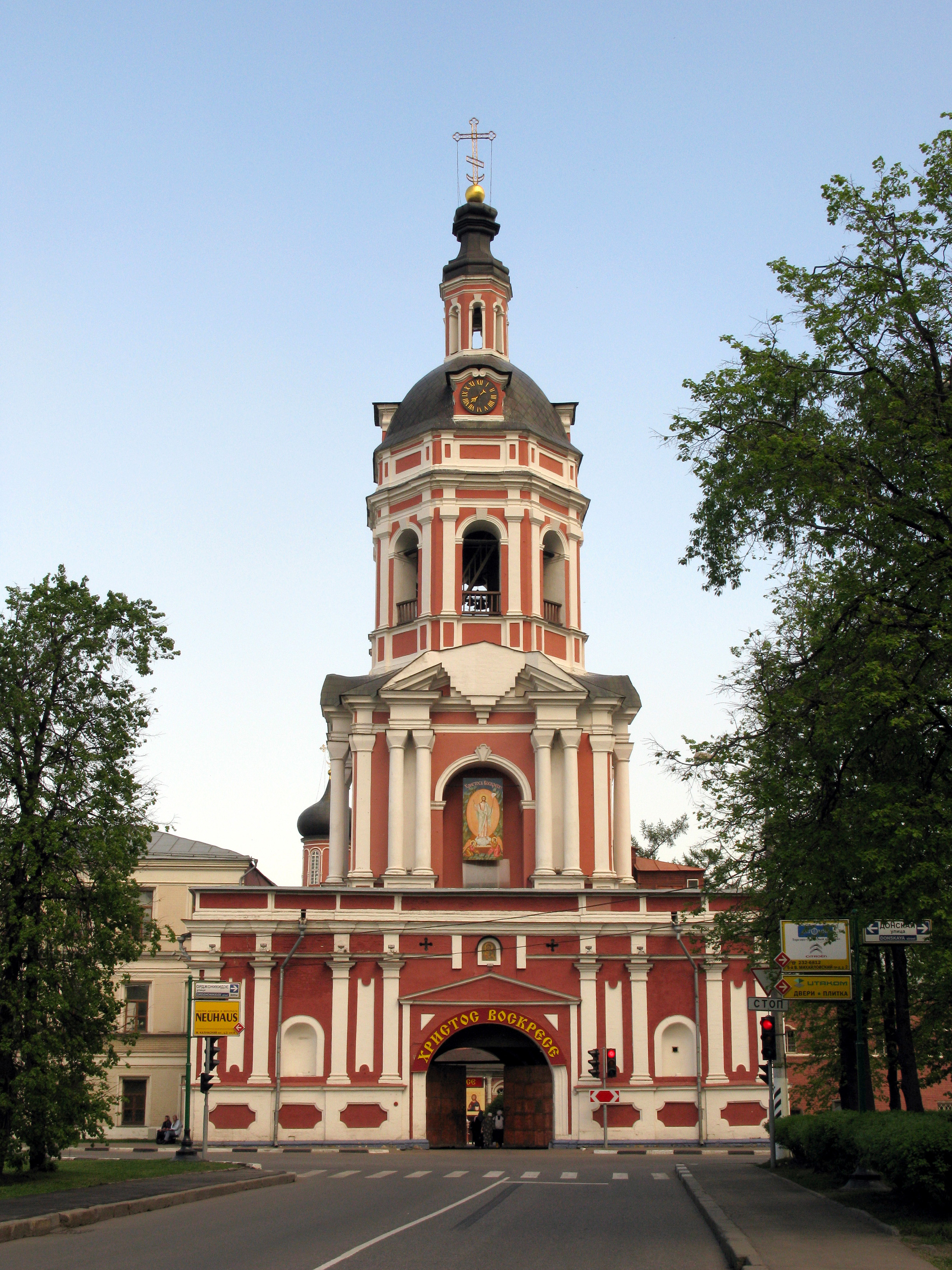
Надвратная колокольня с церковью Захария и Елисаветы в Донском монастыре

Алексей Евлашев родился в 1706 году в Москве в дворянской семье. Предположительно, учился в Санкт-Петербурге. В 1723 году значился инженерным учеником, С 1733 года — гезель (помощник архитектора), с 1745 года — в звании архитектора, с 1749 года — в чине архитектуры майора, с 1755 года — архитектуры полковник.
С 1730 года помогал Ф. Б. Растрелли при строительстве Летнего Анненгофа в Москве на берегу Яузы. В 1733 году был направлен в подмосковную усадьбу Стрешневых «Ильинское», где по его проекту была построена каменная церковь Ильи Пророка (ныне в селе Ильинское Красногорского района Московской области). В 1734 году именным указом был направлен в Санкт-Петербург. В 1747 году совместно с архитекторами И. К. Коробовым, И. Ф. Мичуриными и Д. В. Ухтомским проводил осмотр Кремлёвского дворца, составил смету на его ремонт, снял планы всех помещений. В 1747—1748 годах под руководством Евлашева велось строительство Головинского дома. По его проекту в 1750 году был выполнен иконостас для двух приделов Воскресенского собора Новоиерусалимского монастыря. По проекту Евлашева был построен каменный дворец на Воробьёвых горах. Он также является автором проекта колокольни с церковью Захария и Елисаветы в московском Донском монастыре (1750—1753). По мнению некоторых исследователей, Евлашев является автором проекта церкви Климента Папы Римского. Строительство этого храма было завершено в 1760-х годах И. Я. Яковлевым, одним из учеников Евлашева.